# Schlagenthin (Müncheberg)
Schlagenthin ist ein bewohnter Gemeindeteil der Stadt Müncheberg im Landkreis Märkisch-Oderland in Brandenburg.

## Geografische Lage
Der Gemeindeteil liegt nordwestlich des Stadtzentrums. Nördlich befindet sich die Gemeinde Buckow (Märkische Schweiz), nordöstlich der weitere Müncheberger Gemeindeteil Dahmsdorf. Nördlich führt die Bahnstrecke Berlin–Küstrin-Kietz Grenze von Westen kommend in nordöstlicher Richtung an der Wohnbebauung vorbei. Sie kreuzt die Bundesstraße 168, die von Nordwesten kommend in südöstlicher Richtung am Gemeindeteil vorbeiführt. Im Osten liegt der Große Schlagenthinsee, südlich das Naturschutzgebiet Gumnitz und Großer Schlagenthinsee.

## Geschichte und Etymologie

### 11. bis 15. Jahrhundert
Südöstlich am Großen Schlagenthinsee konnte bei archäologischen Grabungen eine jungslawische Siedlung aus dem 11./12. Jahrhundert gesichert werden. Das Dorf (villa) villam Slautin erschien erstmals im Jahr 1253 und gehörte von 1249 bis 1253 dem Erzbischof von Magdeburg, der es 1253 dem Kloster Leubus schenkte. Von dort kam Slawtin, Slautin 1405 den Kurfürsten; es war zu dieser Zeit 24 Hufen groß und möglicherweise noch aktiv. Der Kurfürst verlehnte es bis 1416 an die von Holtzendorff. Anschließend übernahm 1416 die Herrschaft Buckow das Dorf mit allem Recht und verlehnte es weiter. Im Jahr 1475 kam es so in den Besitz der von Schapelow. Schlagenthin war zu dieser Zeit bereits ein Wirtschaftshof und zinste seit 1460 nicht mehr. Wenig später traten die von Wins aus Berlin ab 1487 als Besitzer auf. Die Feldmark wurde im genannten Jahr bereits als wüst bezeichnet, lediglich das Gut bestand noch. Schließlich kam im Jahr 1492 das gute Slawentin (gemeint ist das Gut Schlagenthin) in den Besitz der Stadt Müncheberg.

### 16. und 17. Jahrhundert
Der Rat der Stadt Müncheberg ließ im Jahr 1576 rund 600 Meter nördlich des mittelalterlichen, mittlerweile wüst gefallenen Dorfes, ein Vorwerk mit Schäferei anlegen. Es erschien 1608 in der Schreibweise Schlantynn. Im Jahr 1725 erschien es als Vorwerk und sollte im Folgejahr durch „einige unruhige Köpfe“ zum Dorf ausgebaut werden. Einige Einwohner aus Hoppegarten beschwerten daraufhin über den Magistrat, der Dienstgeld und Gesuche zum Aufbau von Schlagenthin als Dorf einforderte. Der Plan wurde schließlich nicht realisiert und so erschien das Vorwerk erneut im Jahr 1745. Es war im Jahr 1786 insgesamt 1500 Morgen (Mg) Acker groß und 60 Mg Wiesenwachs groß, umfasste also auch eine Fläche, auf der Heu geerntet werden konnte. Die heute gebräuchliche Schreibweise Schlagenthin wurde ab 1755 genutzt. Im Jahr 1790 brach die Räude im Vorwerk aus.

### 18. Jahrhundert
Im Erbzinsvorwerk lebten im Jahr 1801 insgesamt fünf Büdner, die fünf Feuerstellen (=Haushalte) betrieben. Im Jahr 1818 wurde nur noch von drei Feuerstellen berichtet. In den Jahren 1825 und 1826 kam es zu einem Rezess über die Ablösung der Hütungsrechte des Mühlenmeisters Schmiedike aus Dahmsdorf auf der Feldmark Schlagenthin. In einem weiteren Rezess wurde über die Ablösung der Dienste der bäuerlichen Wirte aus Hoppegarten verhandelt. Eine Statistik aus dem Jahr 1831 führte für Schlagenthin einen Schuhmacher, eine Windmühle sowie vier männliche und drei weibliche Dienstboten auf. Ein Rittergut mit Windmühle und drei Wohngebäuden erschien 1840. Schlagenthin war in den Jahren 1862/1863 insgesamt 1998,3 Mg groß: 764 Mg Acker, 6,4 Mg Gärten, 150,4 Mg Wiese, 444,2 Mg Weide, 219 Mg Wald, 183,5 Mg Wasser, 39,3 Mg Wege, 1,9 Mg Flüsse, Bäche, 6,6 Mg Hofräume. Dort standen das Rittergut mit Windmühle, fünf Wohn- zwei gewerbliche und fünf steuerfreie Gebäude (1864). Der Arrendator Leetz beschwerte sich in den Jahren 1769 bis 1771 über den Magistrat wegen dessen Forderungen zur Ausgestaltung der Hut und Weide in Schlagenthin. Schlagenthin bestand im Jahr 1880 mit Windmühle, Schnitterhaus, Bahnwärterhaus. Im Jahr 1882 gab es eine Besitzung mit 1925 Mg sowie eine Besitzung mit 4 Mg, zusammen 1929 Mg.

### 20. Jahrhundert
Zur Jahrhundertwende gab es auf 510 Hektar in Schlagenthin fünf Häuser und eine Getreidemühle. Das Dorf bestand 1905 mit dem Wohnplatz Schlagenthiner Mühle, wurde 1928 mit der Gemeinde Dahmsdorf vereinigt und war dort ab 1931 ein Wohnplatz. Nachdem Dahmsdorf mit Wirkung zum 1. Juli 1950 nach Müncheberg eingemeindet wurde, erschien Schlagenthin dort im Jahr 1957 als Wohnplatz von Müncheberg. Im Jahr 1977 bestand im Dorf das VEG Müncheberg Abteilung Rinderhaltung Schlagenthin.

## Bevölkerungsentwicklung
| Jahr      | 1772 | 1801 | 1818 | 1840 | 1864 | 1871 | 1885 | 1895 | 1905                | 1925 |
| Einwohner | 47   | 50   | 23   | 26   | 75   | 90   | 65   | 116  | 93 und 3 (S. Mühle) | 110  |